# Голофеевы
Голофеевы (Галафеевы) — древний русский дворянский род.
Род происходит от Никиты Ждановича Голофеева и записанный в VI часть родословной книги: Воронежской, Рязанской, Тамбовской, Курской и Калужской губерний.
Есть еще род Голофеевых, несомненно, общего с предыдущим происхождения, ведущий начало от Родиона Ивановича Голофеева и записанный в VI часть родословной книги Калужской губернии, но Герольдией не утвержденный в древнем дворянстве, за недостаточностью представленных доказательств.

## История рода
Григорий Фёдорович служил в детях боярских по Козельску (1621). Иван Никитич Голофеев владел вотчинами в Рязанском и Ряжском уездах, что даны были (1628) за Московское осадное сидение. Денис Иванович (1676), Иван и Семён Ивановичи (1692) вёрстаны новичными окладами.
Семеро представителей рода владели населёнными имениями (1699).

## Описание герба
В числе Высочайше утверждённых герба Голофеевых не имеется.
В Гербовнике Анисима Титовича Князева 1785 года имеется печать с гербом Николая Лаврентьевича Голофеева: в синем поле щита, изображены накрест два золотых ключа, бородками вверх. Щит увенчан дворянской короной. По сторонам щита ветви, связанные внизу лентой, а под ними четыре знамени (по два с каждой стороны). Дворянский шлем и намёт отсутствуют.

## Известные представители
- Голофеев Иван Никитич — козельский городовой дворянин (1628).
- Голофеев Иван Иванович — стрелец (1682).
- Голофеевы: Семён, Иван и Денис Ивановичи — московские дворяне (1676—1692).
- Голофеев Дмитрий Денисович — стряпчий (1692)
- Галафеев Аполлон Васильевич — русский генерал, участник Кавказской войны[1][3].